# Rudolf Kefer
Rudolf Kefer, hrvatski bosanskohercegovački bivši nogometaš. Igrao za Željezničar iz Sarajeva. Počevši od sezone 1921./22. igrao je za Željezničar koji je tad igrao u 2. razredu sarajevskog nogometnog podsaveza.